# Union Springs (New York)
Pour les articles homonymes, voir Union Springs.
Union Springs est un village situé dans le comté de Cayuga, dans l'État de New York, aux États-Unis,. En 2010, il comptait une population de 1 197 habitants, estimée au 1er juillet 2019 à 1 147 habitants.

## Démographie
Lors du recensement de 2010, le village comptait une population de 1 197 habitants. Elle est estimée, en 2019, à 1 147 habitants.